# Мадисън (окръг, Илинойс)
Вижте пояснителната страница за други значения на Мадисън.
Окръг Мадисън (на английски: Madison County) е окръг в щата Илинойс, Съединени американски щати. Площта му е 1917 km², а населението - 265 303 души. Административен център е град Едуардсвил.